# Vlado Janić
Vlado Janić - Capo, hrvaški general in politik * 14. julij 1904, † 4. maj 1991.

## Življenjepis
Leta 1931 je postal član KPJ in bil pozneje zaprt zaradi revolucionarnega delovanja. Leta 1941 je sodeloval pri organiziranju NOVJ. Med vojno je bil politični komisar več enot.
Po vojni je nadaljeval z vojaško-politično kariero.